# ホルヘ・メレ
ホルヘ・メレ・ペレス（Jorge Meré Pérez、1997年4月17日 - ）は、スペイン・オビエド出身のプロサッカー選手。ポジションはDF。

## 経歴

### クラブ
地元クラブのレアル・オビエドのカンテラでプレーを始め、2010年にスポルティング・ヒホンのカンテラに移籍した。2013-14シーズンにはわずか16歳にしてリザーブチームの試合に出場した。2015年4月のセグンダディビシオン・レアル・サラゴサ戦でトップチームデビュー 。
2017年7月、ブンデスリーガの1.FCケルンと5年契約を結んだ。移籍金は推定850万～900万ユーロで、スポルティング・ヒホンが受け取った額としては史上最高額である。9月のFCアウクスブルク戦で移籍後初出場。
2022年1月18日、クラブ・アメリカと契約した。

### 代表
各年代でスペイン代表に選出されている。2015年にはU-19代表の一員としてUEFA U-19欧州選手権に参加、優勝を果たした。
2016年5月、ボスニア・ヘルツェゴビナ代表との親善試合を控えるA代表に招集された。

## タイトル

### クラブ
1.FCケルン
- 2. ブンデスリーガ : 2018-19

### 代表
U19スペイン代表
- UEFA U-19欧州選手権: 2015